# Macroderes foveatus
Macroderes foveatus là một loài bọ cánh cứng trong họ Bọ hung (Scarabaeidae).